# Thaddeus Mann
Thaddeus Robert Rudolph Mann (* 4. Dezember 1908 in Lemberg; † 27. November 1993 in Cambridge) war ein österreichischer Biochemiker. Sein Hauptarbeitsgebiet war die Reproduktionsbiologie.

## Leben
Thaddeus Mann war der Sohn von Wilhelm und Emilia Mann. Seine Brüder waren Roman Mann und Kasimir Mann, sein Onkel der Opernsänger Josef Mann. Er studierte an der Universität Lemberg Medizin und wurde dort 1935 zum Doktor der Medizin promoviert. Ein Jahr zuvor heiratete er Cecilia Lutwak. 1935 erhielt Mann ein Stipendium der Rockefeller-Stiftung und studierte am Molteno-Institut der University of Cambridge. Dort erlangte der 1937 den akademischen Grad Ph. D.
Von 1937 bis 1944 wurde er durch ein „Beit Memorial Fellowship for Medical Research“ gefördert. Während dieser Zeit war er weiter am Molteno-Institut in Cambridge tätig. Bis 1953 arbeitete als wissenschaftlicher Mitarbeiter für das Agricultural Research Council. 1950 erhielt Mann den Doctor of Science (Sc.D.) Von 1953 bis 1976 war er als Direktor der A.R.C Unit of Reproductive Physiology and Biochemistry tätig. In den Jahren von 1967 bis 1976 hatte er die Marshall-Walton Professur für Physiologie und Reproduktion inne.
Für seine wissenschaftlichen Leistungen erhielt Thaddeus Mann zahlreiche Ehrungen und Auszeichnungen, darunter 1954 der Amory Prize der American Academy of Arts and Sciences. 1951 wurde er zum Mitglied der Royal Society gewählt, 1962 wurde er zum Commander des Order of the British Empire ernannt und 1980 Auslandsmitglied der Polska Akademia Nauk.

## Stiftungen
Zum 100-jährigen Bestehen der Akademie der Landwirtschaft in Krakau gründete das Ehepaar Mann die „Cecylia und Tadeusz Mann Stiftung“, welche die finanzielle Unterstützung für wissenschaftliche Auslandsreisen junger Wissenschaftler und Anschaffung von Chemikalien, Laborapparaturen sowie wissenschaftlicher Bücher und Zeitschriften übernimmt.  Ebenfalls gründete er die Stiftung „Thaddeus Mann Studentship – Eastern and Central Europe“ für Studenten aus Polen, die in Cambridge studieren.

## Schriften
- The Biochemistry of Semen. 1954; digitalisierte Fassung
- The Biochemistry of Semen and of the Male Reproductive Tract. Methuen, London; Wiley, New York 1964
- Male Reproductive Function and Semen – Themes and Trends in Physiology, Biochemistry and Investigative Andrology. Heidelberg 1981 – mit Cecilia Lutwak-Mann
- Spermatophores. Heidelberg 1984

## Weiterführende Literatur
- G. Aumüller: In Memoriam: Professor Thaddeus Mann, MD, PhD, ScD, FRS. In: Andrologia. Band 26, S. 125–126, 1994
- W. S. Ostrowski: Thaddeus Mann. Life and Work. In: Andrologia. Band 22, Supplement 1, S. 3–9, 1990

## Nachweise
- Eintrag bei „The National Archives“